# Sankt Annæ Symfoniorkester
Sankt Annæ Symfoniorkester (SASO) er et ungdomssymfoniorkester, bestående af ca. 60 unge, med bosted på Sankt Annæ Gymnasium. Fra 2008-2022 var Frederik Støvring Olsen dirigent og orkesterchef for orkestret, og i sæsonen 2022-23 var Gustav Aske Sønksen dirigent for SASO. Siden efteråret 2023 er Carl-Oscar Østerlind. 
Orkestret medvirkede i Woyzecks sidste symfoni, der var Nikolaj Arcels afgangsfilm fra Den Danske Filmskole i 2001 og spillede i efteråret 2010 Tchaikovskys 6. symfoni: Pathétique.